# Apophua bipunctoria
Apophua bipunctoria là một loài tò vò trong họ Ichneumonidae.